# 扁竹
扁竹（学名：Bambusa basihirsuta），又名苦绿竹，为禾本科簕竹属下的一个种。

## 扩展阅读
- 維基物種上的相關：扁竹